# Toshihiro Hattori
Toshihiro Hattori (jap. 服部 年宏, Hattori Toshihiro; * 23. September 1973 in der Präfektur Shizuoka) ist ein ehemaliger japanischer Fußballspieler.

## Nationalmannschaft
1996 debütierte Hattori für die japanische Fußballnationalmannschaft. Mit der japanischen Nationalmannschaft qualifizierte er sich erfolgreich für die Fußball-Weltmeisterschaften 1998 und 2002. Hattori bestritt 44 Länderspiele und erzielte dabei zwei Tore.

## Errungene Titel

### Mit der Nationalmannschaft
- Asienmeisterschaft: 2000

### Mit seinen Vereinen
- J. League: 1997, 1999, 2002
- Kaiserpokal: 2003
- J. League Cup: 1998

## Persönliche Auszeichnungen
- J. League Best Eleven: 2001